# Nowa Ruda (Landgemeinde)
Die Gmina wiejska Nowa Ruda ist eine Landgemeinde in der Woiwodschaft Niederschlesien und im Powiat Kłodzki. Sitz der Landgemeinde ist die Stadt Nowa Ruda ['nɔva 'ruda] (Neurode), die der Landgemeinde nicht angehört. Die Gmina hat eine Fläche von 139,7 km² und 11.440 Einwohner (Stand 31. Dezember 2020).

## Gemeindegliederung
Zur Gemeinde gehören die folgenden Ortschaften, die 16 Schulzenämter (polnisch: sołectwo) bilden:
- Bartnica (Beutengrund)
- Bieganów (Biehals)
- Bożków (Eckersdorf)
- Czerwieńczyce (Rothwaltersdorf)
- Dworki (Vierhöfe)
- Dzikowiec (Ebersdorf)
- Jugów (Hausdorf)
- Krajanów (Krainsdorf)
- Ludwikowice Kłodzkie (Ludwigsdorf)
- Nowa Wieś Kłodzka (Neudorf)
- Przygórze (Köpprich)
- Sokolec (Falkenberg)
- Sokolica (Zaughals)
- Świerki (Königswalde)
- Włodowice (Walditz)
- Wolibórz (Volpersdorf).

## Partnergemeinde
Partnergemeinde ist die Gmina Giżycko.